# 塞缪尔·丹尼尔

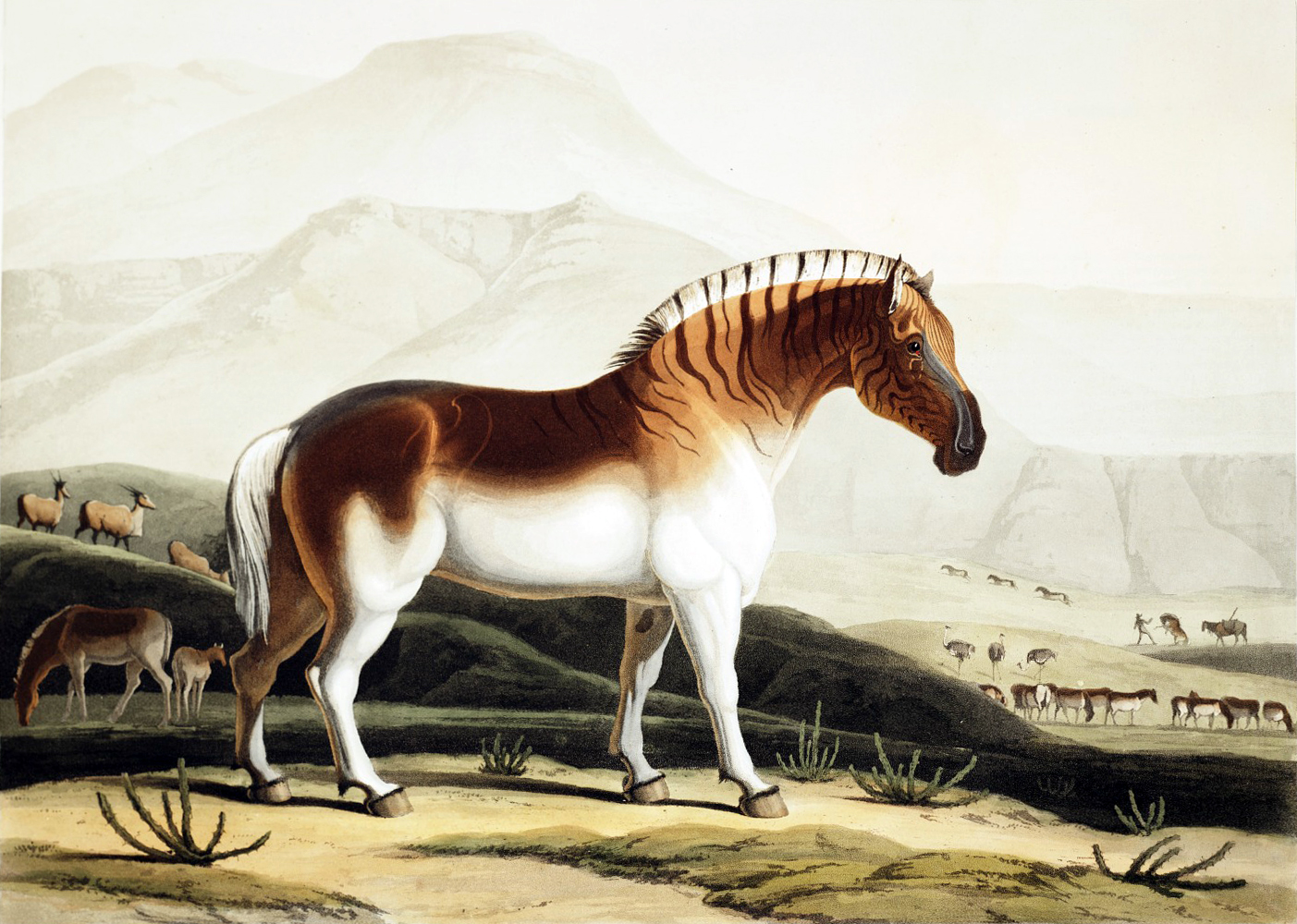
The Quaka（凹版腐蚀制版法，1804）

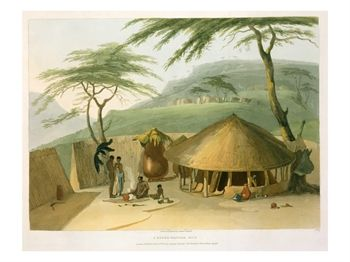
"A Boosh-Wannah Hut"（1804）

塞缪尔·丹尼尔（Samuel Daniel；1775年—1811年12月16日）是英国彻特西的一名博物学画家，主要在非洲和锡兰创作。

## 生平
塞缪尔·丹尼尔被认为是在非洲艺术家展览展出表现非洲动物的的作品后成名的。在他的哥哥威廉·丹尼尔的帮助下，他在包括贝专纳之旅在内的南部非洲主题画作在伦敦出版。 
之后，塞缪尔在当时称为锡兰的斯里兰卡生活，1806年因热带病登革热去世。他的12幅作品由他的哥哥在1806年出版，标题为《A Picturesque Illustration of the Scenery, Animals and Native Inhabitants of Ceylon》。 
去世后的1820年，他48幅石版画组成的《Sketches Representing the Native Tribes and Scenery of Southern Africa》出版，1832年，《Twenty Varied Subjects of the Tribe of Antelopes》出版。    
他的哥哥是制图员威廉·丹尼尔，他的叔叔是风景画家托马斯·丹尼尔

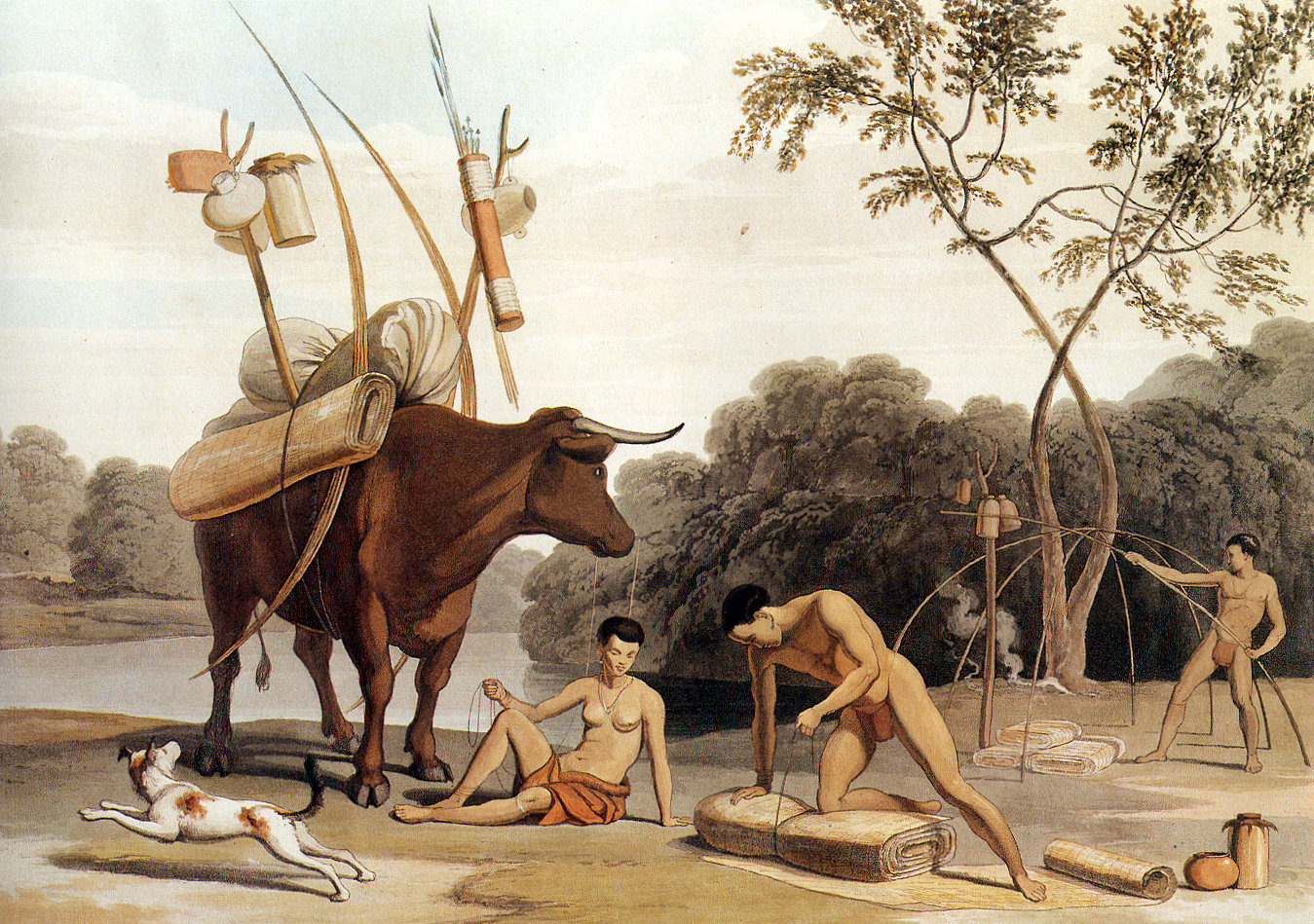
准备搬家的科伊科伊人 凹版腐蚀制版法 1805
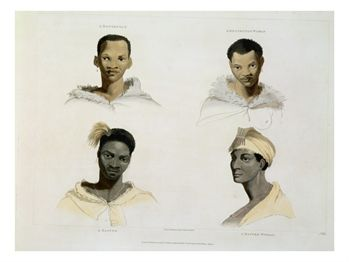
科伊科伊人和Kaffre人 凹版腐蚀制版法 1805
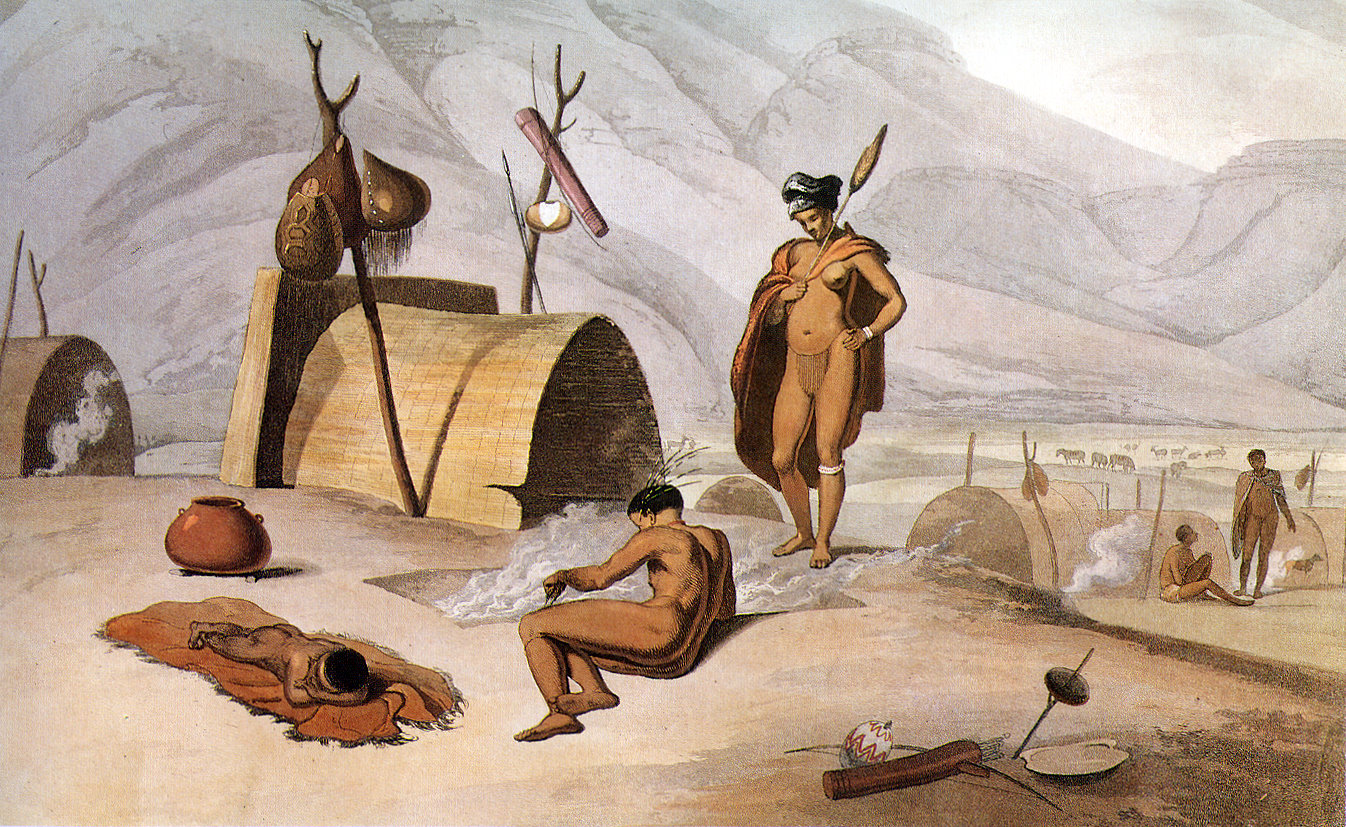
烤蚱蜢的科伊桑人 凹版腐蚀制版法 1805
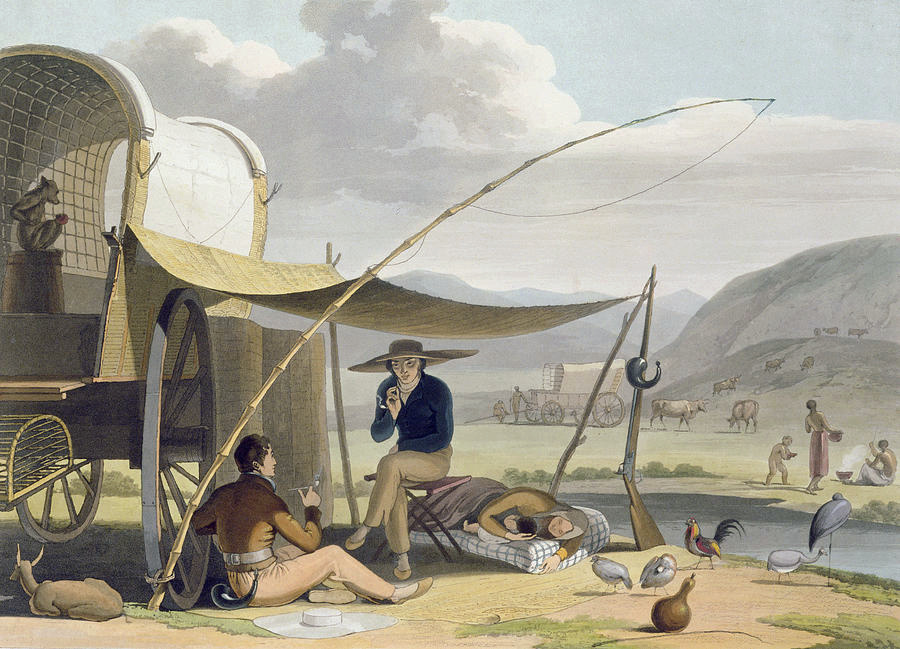
"The Trekbur" 凹版腐蚀制版法 约1804

## 拓展阅读
- Sutton, Thomas. The Daniells: artists and travellers (Bodley Head, 1954).